# Karl-Heinz Ilting
Karl-Heinz Ilting (* 5. März 1925 in Bocholt; † 25. August 1984 in Sankt Ingbert) war ein deutscher Philosoph und Hochschullehrer.

## Leben
Karl-Heinz Ilting wurde als Sohn des Gastwirts Alois Ilting und seiner Ehefrau Hedwig Ilting, geborene Kölsche, geboren. Er war evangelisch-lutherischer Konfession. Nach seiner Grundschulausbildung besuchte er von 1935 bis zu der Ablegung der Reifeprüfung den 9. März 1943 die Lessing-Oberschule in Düsseldorf. Nach der Ableistung eines dreimonatigen Arbeitsdienstes wurde Ilting im Sommer 1943 in die deutsche Wehrmacht eingezogen und geriet am 1. Juli 1944 in Italien in amerikanische Kriegsgefangenschaft, aus der er Anfang des Jahres 1946 entlassen wurde. Im Sommersemester 1946 bezog Ilting die Rheinische Friedrich-Wilhelms-Universität zu Bonn, um Klassische Philologie, Philosophie und Pädagogik zu studieren. In Bonn stieß Ilting auf seinen Kommilitonen und späteren Freund Karl-Otto Apel (1922–2017), der die Gedenkschrift für Karl-Heinz Ilting Zur Rekonstruktion der praktischen Philosophie (Stuttgart 1990) zusammen mit Riccardo Pozzo herausgab. Die notwendige Ergänzungsprüfung in Griechisch holte Ilting zu Beginn seines Studiums nach. Dem Philologischen Seminar unter der Leitung von Ernst Bickel und Hans Herter gehörte Ilting zwei Semester als ordentliches Mitglied an. Ferner nahm er an Seminarübungen von Siegfried Behn, Theodor Litt, Erich Rothacker und Johannes Thyssen teil. Erich Rothacker regte Iltings Dissertation an, deren Ausarbeitung jener wesentlich unterstützte.
Im Jahr 1950 wurde Ilting Studienrat in Bonn, ab 1959 war Studienleiter und Dozent an der Stätte der Begegnung – Selbsthilfewerk für politische Bildung in Bad Oeynhausen. 1961 wurde Ilting Assistent an dem Philosophischen Seminar der Universität Kiel, an der er sich mit der Studie Platons Theorie der Wirklichkeit am 26. Juli 1962 habilitierte und Dozent wurde. Seit 1966 lehrte er als ordentlicher Professor für Philosophie an der Universität des Saarlandes in Saarbrücken. Zu seinen herausragenden Leistungen zählt, in seinen eigenen Worten, die „Erneuerung der gesamten Praktischen Philosophie“. Er wohnte zuletzt in St. Ingbert im Saarland.

## Werk

### Die beiden akademischen Qualifikationsschriften

#### Das Problem einer phänomenologischen Anthropologie (1949)
Max Scheler trug in seinem Werk »Die Stellung des Menschen im Kosmos« zwei Gedanken vor, die seitdem anthropologisches Gemeingut geworden sind.
1. Da die antike, die christliche und die naturwissenschaftliche Daseinsdeutung zerbrochen sind, existiert kein verbindliches Menschenbild. Das moderne „vielseitige[…] Wissen über den Menschen“ weist keine Einheit auf.
2. Angesichts der Uneinheitlichkeit des in der Moderne existierenden Menschenbildes „hat die philosophische Anthropologie die Aufgabe, dem Menschen der Gegenwart eine Daseinsdeutung zu geben, die ihm seine Stellung“ in der Welt verständlich macht.
Schelers Thesen eröffnen Iltings Studie die Perspektive, dass die Fragwürdigkeit des Menschseins ein Charakteristikum der Gegenwart ist, deren Anliegen in der Geistesbewegung des 20. Jahrhunderts sein muss, als „philosophische Anthropologie die ihr von Scheler gestellte Aufgabe [zu] lösen und [die] ihr vorgegeben Situation [zu] überwinden“.
Die „Vielfältigkeit des Menschenbildes, die Scheler vorfand, [hat sich] auf die Anthropologie übertragen, so dass […], statt von der philosophischen Anthropologie, von verschiedenen Anthropologien“ gesprochen werden muss. Die Paradoxalität, die in der gegenwärtigen philosophischen Erforschung des Menschen liegt, wird mit der Erkenntnis verschiedenartig vorliegender Anthropologien noch gar nicht getroffen. Es zeigt sich nämlich, dass die verschiedenen sich in den vorliegenden anthropologischen Entwürfen und Versuchen sich zeigenden Aspekte, die aus unterschiedlichen Problemschichten gewonnen wurden, sich miteinander vereinigen lassen, „dass sie […] auf eine Vieldeutigkeit des Menschen und auf eine Polythetik des Ansatzes zurückgehen“. Die Paradoxalität der philosophischen Erforschung des Menschen liegt vielmehr in dieser polythetischen Ansatzproblematik, die „sich als ein konstitutives Moment der Anthropologie enthüllt“. Aus dieser Enthüllung ergibt sich die Frage, „ob die philosophische Anthropologie die ihr von Scheler gestellte Aufgabe überhaupt erfüllen kann oder […] welches der Sinn einer philosophischen Frage nach dem Menschen sei“. Ilting stellt in seiner Dissertation folglich zwei Fragen, erstens, was kann die philosophische Anthropologie überhaupt leisten und zweitens, wie ist sie überhaupt möglich.

#### Naturrechtsstudien
Die Anfänge der vier Studien, die Ilting ein Jahr vor seinem Tode veröffentlichte, Universalität und Geschichtlichkeit des rationalen Naturrechts und der neuzeitlichen Ethik (S. 13–34), Naturrecht (S. 35–114), Sittlichkeit (S. 115–283) und Universalität und Geschichtlichkeit von Handlungsnormen (S. 285–300), datieren auf das Jahr 1966. Die Fragen, auf welche diese Studien eine Antwort geben sollten, datieren allerdings von Anfang der sechsziger Jahre. Unter dem starken Eindruck der Philosophie Martin Heideggers, wie Ilting schreibt, wandte er sich zunächst dem Denken der Griechen, insbesondere dem Werk Platons, zu, bevor er „durch Carl Schmitt einer Platon-Kritik ausgesetzt wurde, welche [ihm] die Politische Philosophie und Thomas Hobbes [zu einem] Prüfstein einer jeden Rechts- und Staatsphilosophie werden ließ“. Zu Thomas Hobbes kam sobald eine Auseinandersetzung mit Karl Marx, als Versuch, Platon und Thomas Hobbes mit dessen Lehren zu konfrontieren, hinzu, die Ilting letztlich auf Georg Wilhelm Hegel verwies.
Hegel, schreibt Ilting, habe das rationale Naturrecht einer Kritik unterworfen, „indem er […] die Anwendung des naturrechtlichen Vertragsmodells auf die Institutionen der Familie und des Staats für unzulässig erklärte“, jedoch „die zentrale Idee dieser Rechts- und Staatstheorie, das Prinzip der Freiheit als Autonomie, unangetastet ließ“. In diesem Sinne werde Hegels Rechtsphilosophie zu einem Versuch, „die Systeme des Rechts, der Moralität in den sittlichen Institutionen als einen Stufenbau zu begreifen, in welchem sich die Idee der Freiheit in immer konkreterer Gestalt verwirklicht“. Der Grundgedanke jener Konzeption sei, dass die Systeme des Rechts, der Moralität und der Sittlichkeit verschiedene Standpunkte darstellten, „die der freie Wille in der Entwicklung und Verwirklichung des Bewußtseins seiner Freiheit erreicht und progressiv überwindet“. Diese Subjektivierung der praktischen Philosophie, „die in Schillers und Fichtes Deutung der neuzeitlichen Ethik begonnen hatte“, wurde, ist Iltings Annahme, „auch in die Rechts- und Staatstheorie hineingetragen, mit dem Erfolg, daß eine eigenständige Begründung des Naturrechts als eines universal verbindlichen Normensystems, wie sie die großen Autoren des 17. und 18. Jahrhunderts […] geleistet hatten, in [Hegels] Rechtsphilosophie überhaupt nicht mehr versucht wurde“. Hegels von Ilting deklarierte Unterlassung, wie Robert Zimmer in einer Rezension Ilting zitiert, führte folglich zu einem „Zusammenbruch des rationalen Naturrechts“ und zu einer „Relativierung der Idee einer universalen Sittlichkeit“.

## Veröffentlichungen (Auswahl)

### Monographien
- Das Problem einer phänomenologischen Anthropologie. Bonn 1949 (Philosophische Dissertation Universität Bonn. Referenten: Erich Rothacker und Theodor Litt).
- Grundprobleme der Anthropologe Martin Heideggers. [Abgeschlossenes, aber unveröffentlichtes Typoskript 1950]
- Platons Theorie der Wirklichkeit. Erster Teil: Die Periode der Grundlegung. Kiel 1962 (Habilitationsschrift Universität Kiel 1962) [Mehr nicht erschienen]
- Hegels Vorlesung über Rechtsphilosophie. 1973–1974.

### Aufsätze
- Metaphysik und Seinsgeschichte. In: Philosophische Rundschau. Band 8, 1960, S. 233–261.
- Sein als Bewegtheit. In: Philosophische Rundschau. Band 10, 1962, S. 31–49.
- Hegels Auseinandersetzung mit der aristotelischen Politik. In: Philosophisches Jahrbuch. Band 71, 1963/64, S. 38–58. Wieder abgedruckt in: Gerhard Göhler (Hrsg.): Georg Wilhelm Friedrich Hegel: Frühe politische Systeme. System der Sittlichkeit. Über die wissenschaftlichen Behandlungsarten des Naturrechts. Jenaer Realphilosophie. Frankfurt Main 1974, S. 759–785.
- Hobbes und die praktische Philosophie der Neuzeit. In: Philosophisches Jahrbuch. Band 72, 1964/65, S. 84–102.
- Grundfragen der praktischen Philosophie (= Suhrkamp Taschenbuch Wissenschaft. Band 1086). Hrsg. und mit einem Nachwort versehen von Paolo Becchi und Hansgeorg Hoppe. Suhrkamp, Frankfurt am Main 1994.
- Der Geltungsgrund moralischer Normen. In: Wolfgang Kuhlmann, Dietrich Böhler (Hrsg.): Kommunikation und Reflexion. Zur Diskussion der Transzendentalpragmatik. Frankfurt Main 1982, S. 612–648.
- Sittlichkeit und Höflichkeit oder Von der Würde der Persönlichkeit und der Verletzlichkeit des amour propre. In: Justin Stagl (Hrsg.): Aspekte der Kultursoziologie. Aufsätze zur Soziologie, Philosophie, Anthropologie und Geschichte der Kultur. Zum 60. Geburtstag von Mohammed Rassem. Berlin 1982, S. 99–122.
- La transposition spéculative du thème classique de la bonté de Dieu dans la philosophie de la religion de Hegel. In: Hegel et la religion. Publié sous la direction de Guy Planty-Bonjour. Paris 1982.
- Naturrecht und Sittlichkeit. Begriffsgeschichtliche Studien. In: Reinhart Koselleck, Karlheinz Stierle (Hrsg.): Sprache und Geschichte. Band 7. Stuttgart 1983 (Rezession dazu von Robert Zimmer, in: Philosophisches Jahrbuch. Band 92, 1985, S. 396–400).
- Hegels Philosophie des Organischen. In: Hegel und die Naturwissenschaften. Stuttgart 1987.
- Paolo Becchi, Hansgeorg Hoppe (Hrsg.): Aufsätze über Hegel. Frankfurt am Main 2006; 2. Auflage ebenda 2024.

### Herausgaben
- Ferdinand Tönnies: Thomas Hobbes. Leben und Lehre. (1925) (= Frommanns Klassiker der Philosophie. Band 2). Stuttgart 1971.
- Georg Wilhelm Friedrich Hegel: Religionsphilosophie. Band 1: Die Vorlesung von 1821. 1979.
- Georg Wilhelm Friedrich Hegel: Vorlesungen über Rechtsphilosophie 1818–1831. 4 Bände. Stuttgart 1973–1974.
  - Band 1: Der objektive Geist. 1973.
  - Band 2: Die Rechtsphilosophie von 1820. 1974.
  - Band 3: Philosophie des Rechts. Vorlesungsnachschrift Hotho. 1974.
  - Band 4: Philosophie des Rechts. Vorlesungsnachschrift von Griesheim. 1974.
- mit Manfred Gies: Georg Wilhelm Friedrich Hegel: Naturphilosophie.Band 1: Die Vorlesung von 1819/20. Neapel 1982.
- Georg Wilhelm Friedrich Hegel: Die Philosophie des Rechts. Die Mitschriften Wannenmann (Heidelberg 1817/18) und Homeyer (Berlin 1818/19). Stuttgart 1983.
- Georg Wilhelm Friedrich Hegel: Vorlesungen. Band 12: Vorlesungen über die Philosophie der Weltgeschichte. Berlin 1822/23. Nachschriften von Karl Gustav Julius von Griesheim. Hamburg 1996.